# Werner Rosenbusch

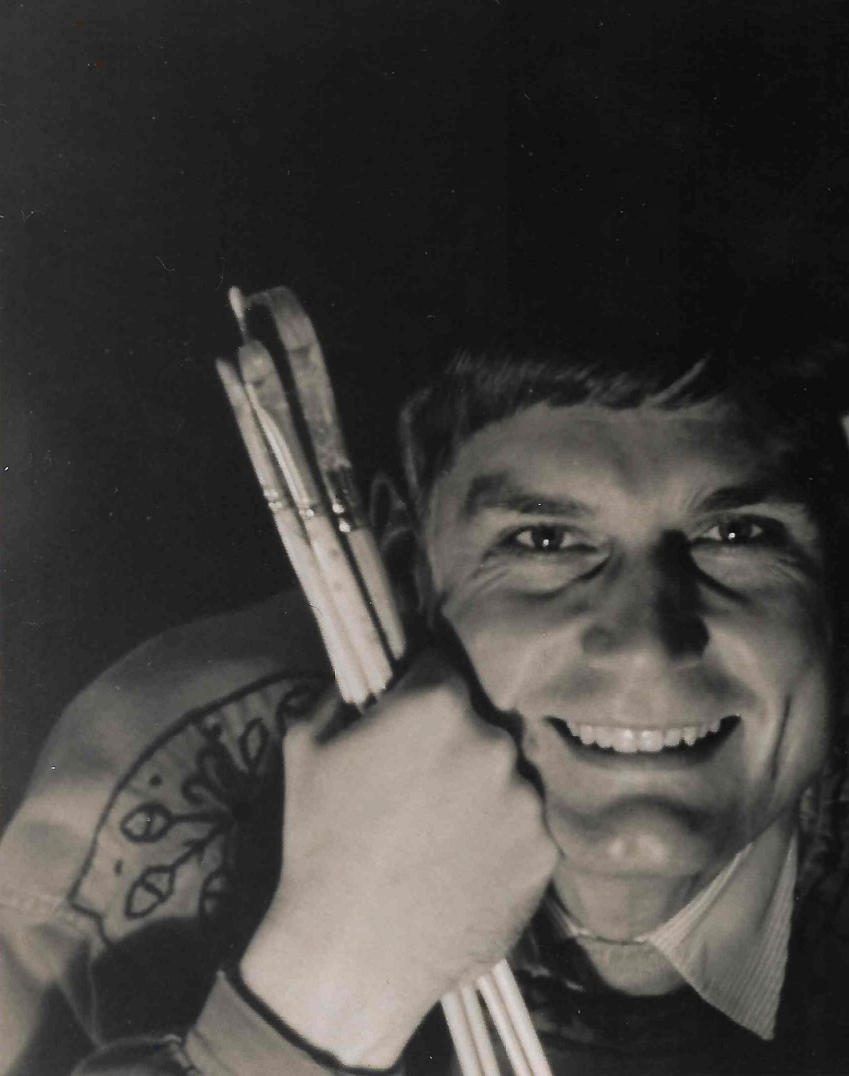
Werner Rosenbusch als junger Maler, 1958

Werner Rosenbusch (* 5. Dezember 1924 in Ulm; † 18. Juli 2016 ebenda) war ein deutscher Maler, Grafiker und Zeichner. Sein Werk wird dem Magischen Realismus zugeordnet.

## Leben
Schon während der Schulzeit fühlte er sich zum Zeichnen und zur Malerei hingezogen. Seine Kunstlehrer förderten sein Talent. Während des Zweiten Weltkrieges besuchte er das Lehrerseminar in Esslingen, wurde Volksschullehrer im Schwarzwald und 1943 als Soldat eingezogen.
Seine künstlerische Ausbildung erhielt Werner Rosenbusch zwischen 1946 und 1948 an der Ulmer Schule für Kunst und Kunstgewerbe unter Wilhelm Geyer. Bei Richard Aich erhielt er Einzelunterricht. 1946 stellte er zum ersten Mal aus. Das Ulmer Museum zeigte Junge Ulmer Künstler.
Nach Kriegsende bis Ende der 1970er Jahre war Werner Rosenbusch als Lehrer in Ulm (Kunst und Deutsch) an verschiedenen Schulen tätig und unterrichtete Kunstgeschichte und Zeichnen an der Volkshochschule. 1949 heiratete er seine Jugendfreundin, die Malerin Lotte Walz aus Tübingen. Inzwischen waren beide in der Ulmer Kunstszene so bekannt, dass sie ein Stipendium der Stadt Ulm für einen halbjährigen Aufenthalt in Italien erhielten. Sie blieben das erste Vierteljahr in Rom und reisten danach nach Capri, Spoleto, Assisi und Venedig. Aus dem Aufenthalt ergab sich 1955 eine große Einzelausstellung für Werner Rosenbusch: L’altra Italia, tempere, aquarelli ed incisioni del pittore tedesco in der Bibliotheca Germanica in Rom.

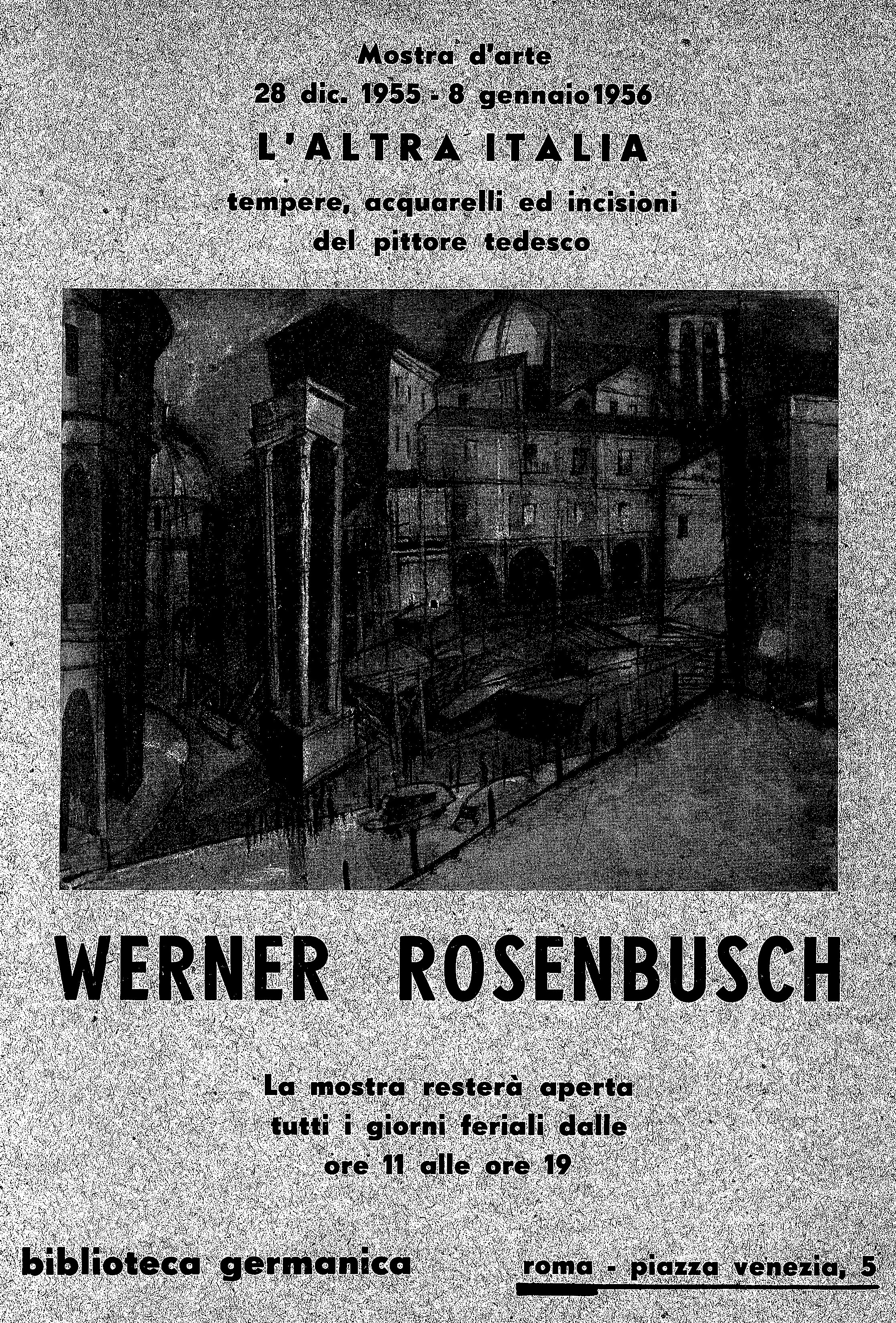
Ausstellungsplakat: L’altra Italia, Werner Rosenbusch, 28. Dezember 1955 bis 8. Januar 1956 in der Biblioteca Germanica in Rom

In Ulm und Umgebung konnten Werner und auch Lotte Rosenbusch danach immer öfter ausstellen. Längere Reisen und Aufenthalte an anderen Orten waren für beide als Quelle künstlerischen Schaffens wichtig. Die Sommer verbrachte das Ehepaar von Mitte der 1950er bis in die 1970er Jahre hinein häufig auf dem Rannahof der befreundeten österreichischen Künstlerin Gertrud Stingl in Schwallenbach/Wachau in Österreich, ab Mitte der 1970er Jahre bei der Familie des Malers Otto Marquard in Allensbach am Bodensee. Italien (hauptsächlich Rom, Venedig und Ligurien) und Österreich (vor allem die Wachau und Salzburg) wurden zur zweiten Heimat für beide.
Nach einigen Ausstellungsbeteiligungen in Salzburg erhielt Werner Rosenbusch 1960 und 1963 zweimal den Ehrenpreis für Malerei des Kunstvereins Salzburg.
Neben den Reisen waren Werner und Lotte Rosenbusch in der Ulmer Kunstszene aktiv. Zunächst stellten sie im Verbund der Künstlergilde aus. 1958 initiierte Werner Rosenbusch die Gründung der „Ulmer Aussteller-Gemeinschaft“’ in der, neben zunächst sechs weiteren Ulmer Künstlern, auch Lotte Rosenbusch-Walz Mitglied wurde. Die Ulmer Künstlergilde ging ihnen zu moderne Wege. Das Spannungsfeld lag zwischen gegenständlich und abstrakt. In der Ulmer Presse wurde rege berichtet.
1962 wurde einer der Holzschnitte von Werner Rosenbusch zur 1. Repräsentativ-Ausstellung des Arbeitskreises „Moderne Graphik“ für die Volkshochschulen der Bundesrepublik in Frankenthal/Pfalz ausgewählt. Als Beispiel kann hier der Holzschnitt Die schwarze Kugel genannt werden, den Werner Rosenbusch 1958 in der „Vereinigung Griffelkunst“ aufgelegt hat.
Im selben Jahr wurde sein Sohn Fabian geboren. In den 1960er Jahren fand jährlich entweder eine Einzel- oder eine Gruppenausstellung unter Beteiligung von Werner Rosenbusch in Ulm statt, weitere Ausstellungen in Wiesbaden, Bad Godesberg, Schwäbisch Gmünd und in Melbourne, Australien, wohin Werner Rosenbusch auch 1975 noch einmal eingeladen wurde. In den 1970er Jahren kamen mehrere Ausstellungen in der Schweiz (Zürich, Herrliberg, Luzern) dazu und immer wieder Gemeinschaftsausstellungen zusammen mit Lotte Rosenbusch. Insgesamt stellte Werner Rosenbusch zwischen 1955 und 2014 in rund 100 Ausstellungen, bis 1990 etwa viermal im Jahr, seine Arbeiten der Öffentlichkeit vor.
Im Frühjahr 1969 besuchte die Journalistin Tina Peters das Ehepaar Rosenbusch und versuchte eine kunsthistorische Einordnung:

„Der Versuch, Rosenbuschs Arbeiten in eine Kunstkategorie einzuordnen, erbringt meist das Schlagwort vom ‚Magischen Realismus’ und stimmt wie alle Definitionen nur teilweise. Die Grenzen sind eher fließend. Rosenbusch ist kein Abstrakter. Er wurzelt in der Dingwelt, die er surreal überhöht, in ihren Hintergründen ausleuchtet und in eine knappe, von der Linie bestimmte Bildsprache übersetzt. In klarer Ordnung und distanzierender Nüchternheit sind Architektur, Natur und Mensch in Beziehungshaftigkeit gebracht. Der strenge Kompositionswille ist am sinnfälligsten in den graphischen Arbeiten Rosenbuschs dokumentiert. Der Zeichner ist dem Maler übergeordnet und erreicht vielleicht in den Holzschnitten (Beispiel der Zyklus ‚Paare’, jüngst im Rathaus gezeigt) die stärkste Aussagekraft. In Rosenbuschs malerisches Oeuvre bricht jedoch in den letzten Jahren überraschend ein neuer Zug von sanfterer Farbigkeit und malerischer Gelöstheit ein, der zuweilen die strenge Form aufweicht. Die Ursache hierzu mag ebenso in zunehmender Reife, wachsender Freiheit und Beherrschung der Mittel liegen als auch in einer mit manchem Reifeprozeß einhergehenden Hinwendung zum Emotionellen.“

1971 und 1972 besuchte Werner Rosenbusch die Sommerakademie in Salzburg im Fach Radierung bei Otto Eglau. In der Folge entstand ein großes Konvolut an Radierungen, außerdem zwei „Werkbücher“, mit denen er den Entstehungsprozess der Radierung dokumentierte und für seine kunsterzieherische Arbeit nutzte. Sein großes Vorbild bleibt immer Caspar David Friedrich.
1974 startete Werner Rosenbusch die erste Probewanderung für sein großes Projekt der folgenden zwanzig Jahre. Als er zu Beginn der 1970er Jahre das Wandern als Berufung entdeckte – bald bekam er die Beinamen „wandernder Zeichner“, „zeichnender Wanderer“ – waren der Bleistift, die Feder und der Aquarellkasten die adäquaten Mittel. Während der 22 großen Wanderungen dieser Zeit sind Tausende Zeichnungen („im praktisch-transportablen Format von 18 × 24 cm“) entstanden. Sie sind als Chronik gemeint und in ihrer Fülle ein Abbild großer Teile des europäischen Kulturraums: „Bildhaftes Erfassen der topografischen Gegebenheiten ist immer auch Chronik.“ Daneben entstanden auch im Atelier oder bei stationären Aufenthalten in der Landschaft immer auch größere Formate.
Seit 1998 liegt ein Großteil des Konvoluts der Wanderzeichnungen als Schenkung des Künstlers im Ulmer Stadtarchiv. Werner Rosenbusch wollte dieses Gesamtwerk von 20 Jahren Wanderschaft in Deutschland und seinen angrenzenden Ländern komplett der Öffentlichkeit zur Verfügung stellen und landeskundlich Interessierten damit Studien ermöglichen. Daneben hat er zahlreiche Skizzen und Aquarelle von seinen Wanderungen entlang der Flüsse Neckar, Donau, Lahn, um den Bodensee und auf der Schwäbischen Alb in insgesamt 13 Büchern publiziert.
Ab Ende der 1990er Jahre lebte Werner Rosenbusch zurückgezogen mit seiner Frau im Ulmer Stadtteil Söflingen. Ausstellungen wurden meist in Verbindung mit einem seiner Wander-Skizzenbücher veranstaltet. Zum 175-Jahr-Jubiläum der Stadt Salzburg kam sein Ölbild Hellbrunner Ebene von 1956, das die Stadt seinerzeit für das Kunstmuseum der Stadt Salzburg angekauft hatte, noch einmal zu größeren Ehren in der Ausstellung und im Katalog zur Stadtgeschichte.
Werner Rosenbusch starb am 18. Juli 2016 im Alter von 91 Jahren in Ulm.

## Ausstellungen (Auswahl)
- 1946: Ulm, Ulmer Museum, Gruppenausstellung: Junge Ulmer Künstler
- 1955: Esslingen, Rathaus, Gruppenausstellung, Junge Ulmer Künstler (auch Lotte Rosenbusch)
- 1957: Salzburg, Österreich, Kunstverein Salzburg, Gruppenausstellung, Jahresausstellung des Kunstvereins
- 1958: Linz, Österreich, Neue Galerie der Stadt Linz Wolfgang Gurlitt Museum, Gruppenausstellung: Sechs Maler aus Turin und Mailand und Werner Rosenbusch, Tempera, Aquarelle, Zeichnungen, Holzschnitte
- 1958: Frankenthal/Pfalz, Arbeitskreis Moderne Graphik, 1. Repräsentativ-Ausstellung des Arbeitskreises ‚Moderne Graphik’ (218 Künstler, 1607 eingesandte Arbeiten, 110 ausgewählt)
- 1959: Reutlingen Spendhaus, Einzelausstellung: 130 Arbeiten (Tempera, Öl, Aquarelle, Graphik), Zeitungsartikel im Reutlinger Generalanzeiger vom 12. Januar 1959
- 1960: Konstanz, Gruppenausstellung: Ulmer Aussteller-Gemeinschaft (auch Lotte Rosenbusch)
- 1961: Ulm, Kunstverein Ulm im Museum Ulm: Ulmer Kunst 61 (auch Lotte Rosenbusch)
- 1962/63: Frankenthal/Pfalz, Gruppenausstellung: Neue deutsche Graphik (von Werner Rosenbusch: Holzschnitt ‚Der Kaufmann’, 1400 eingereichte Arbeiten von 247 Künstlern, Rosenbusch unter den 71 ausgewählten Künstlern)
- 1965: Wiesbaden Nassauischer Kunstverein, Gruppenausstellung: Gegenständliche Kunst der Gegenwart
- 1967: Ulm Schwörhaus, Einzelausstellung: ‚Aquarelle’
- 1969: Melbourne, Australien, europa gallery, Einzelausstellung: ‚A Time for Graphics’, Holzschnitte, Zeitungsartikel in: The Herald, 17. Dezember 1969
- 1970: München Neue Münchner Galerie, Einzelausstellung, ‚Werner Rosenbusch, Gemälde, Aquarelle, Zeichnungen, Graphik’, Einladung der Galerie
- 1971: Rüsselsheim, Gruppenausstellung von Xylon, Internationale Vereinigung der Holzschneider
- 1972: Ulm Schwörhaus, Lesesaal des Museums, Einzelausstellung: ‚Graphik’, Zeitungsartikel in der Süddeutschen Zeitung, o. J.
- 1973: Zürich, Schweiz, Galerie Valentin, 8001 Zürich, Einzelausstellung: ‚Werner Rosenbusch: Öle, Aquarelle, Radierungen und Holzschnitte’, Einladungskarte der Galerie
- 1975: Herrliberg, Schweiz, Galerie am Dorfplatz, Einzelausstellung: ‚Von Nizza bis an den Zürichsee’. Eine Reise in Aquarellen, Infoblatt der Galerie
- 1976: Ulm Schwörhaus, Einzelausstellung: Porträts
- 1977: Berlin Haus am Lützowplatz, Gruppenausstellung von Xylon, Internationale Vereinigung der Holzschneider, Zeitungsartikel in: Die Welt, 21. Oktober 1977
- 1978: Salzburg, Österreich, Palette 78, Gruppenausstellung
- 1981: Werdenberg/Buchs, Schweiz, Städtli-Galerie, Einzelausstellung: Aquarelle
- 1982: Ulm Schuhhaus, Gruppenausstellung: Ulmer Kunst 82 (auch Lotte Rosenbusch)
- 1983: Tamm Kelter/Rathaus, Einzelausstellung: Die Kelter in Tamm
- 1984: Ulm Künstlerhaus Ulm, Gruppenausstellung ‚Himmel und Erde’, mit Lotte Rosenbusch, Alfred Bradler und Marianne Mostert
- 1986: Göppingen-Hohenstaufen, Einzelausstellung: ‚Schwäbische Alb’
- 1989: Ulm Pro-arte-Kunststiftung, Einzelausstellung: Panoramen
- 1993/94: Owingen Rathausgalerie, Einzelausstellung: ‚Aquarelle und Unikate’
- 2002: Burgen/Untermosel, Kulturwoche Burgen, Gruppenausstellung: ‚Rhein- und Moselromantik’, KuWoB
- 2008: Ulm Jörg-Syrlin-Haus, Doppelausstellung mit Lotte Rosenbusch: ‚Paar-Weise’
- 2009: Ulm Haus der Begegnung, Gruppenausstellung mit Georg Bosch und Robert Weber: ‚Drei Ulmer Maler’
- 2008/09: Salzburg, Österreich, Kunsthalle, Gruppenausstellung: Stadt Salzburg, Ansichten aus fünf Jahrhunderten, Abbildung im Katalog: Werner Rosenbusch, Hellbrunner Ebene, 1956, Tempera auf weißem Papier, Salzburg Museum, 140 Stadtansichten aus den Sammlungen des Salzburg Museums zum 175-Jahr-Jubiläum
- 2009/2010: Unkel, Galerie Oltmanns, Gruppenausstellung: Trouvaillen – glückliche Funde aus dem Bestand der Galerie
- 2016: Ulm-Söflingen, Lotte und Werner Rosenbusch – das Söflinger Künstlerpaar[11][12]

## Werke
- Temperabilder, Aquarelle, Zeichnungen, Holzschnitte; Kollektivausstellung. Katalog der Ausstellung Neue Galerie der Stadt Linz Wolfgang-Gurlitt-Museum, 1958, 8 Seiten
- Von Passau nach Heidelberg. Bd. 1.: Passau – Vierzehnheiligen, Armin Vaas, Ulm 1979, ISBN 3-88360-013-X
- Von Passau nach Heidelberg. Bd. 2.: Vierzehnheiligen – Heidelberg, Armin Vaas, Ulm 1980, ISBN 3-88360-017-2
- Wenn du nach Söflingen kommst …, alte Spuren, neue Wege. Text von Eberhard Neubronner, Armin Vaas, Ulm 1980, ISBN 3-88360-014-8
- Am Bodensee als Maler unterwegs. Teil: 1, Exklusivausgabe in einer Auflage von 1750 Ex., einzeln nummeriert u. vom Künstler handsigniert, Stadler, Konstanz 1984, ISBN 3-7977-0117-9
- Schwäbische Alb: Begegnungen mit der Natur. Armin Vaas, Ulm 1985, ISBN 3-88360-049-0
- Am Bodensee als Maler unterwegs. Teil: 2, Exklusivausgabe in einer Auflage von 1750 Ex., einzeln nummeriert u. vom Künstler handsigniert, Stadler, Konstanz 1986, ISBN 3-7977-0134-9
- An den Ufern der Lahn: eine Fußwanderung von d. Quelle bis zur Mündung in Wort u. Bild. Limburger Vereinsdruck, Limburg 1986, ISBN 3-87487-005-7
- In Ulm als Maler unterwegs. Stadler, Konstanz 1987, ISBN 3-7977-0163-2
- Am Neckar als Maler unterwegs. Von der Quelle bis Marbach. Stadler, Konstanz 1988, ISBN 3-7977-0190-X
- Die Donau von Passau bis zur Ungarischen Pforte. Federzeichnungen. 2 Bde. im Schuber, Bd. 1: Von Passau bis Schwallenbach, Bd. 2: von Schwallenbach bis zur Ungarischen Pforte, Selbstverlag, Ulm 1989
- Donau-Impressionen: zu Fuß mit Zeichenstift und Pinsel von der Quelle bis Passau. Passavia, Passau 1990, ISBN 3-87616-156-8
- Passau. Das Steinerne Schiff. Passavia, Passau 1994, ISBN 3-87616-186-X